# 无毛饰岩报春
无毛饰岩报春（学名：Primula petrocallis var. glabrata）为报春花科报春花属下的一个变种。

## 扩展阅读
- 維基物種上的相關：无毛饰岩报春